# شهرستان نانچانگ
شهرستان نانچانگ (به لاتین: Nanchang County) یک منطقهٔ مسکونی در چین است که در نانچانگ واقع شده‌است.